# Dioh Williams
Dioh Williams (ur. 8 października 1984 w Monrovii) – liberyjski piłkarz występujący na pozycji napastnika. Zawodnik klubu Gefle IF.

## Kariera klubowa
Williams karierę rozpoczął w 2000 roku w zespole Tasha Academy. W 2001 roku przeszedł do Monrovia Black Star, a w 2002 roku trafił do szwedzkiego Floda BoIF z piątej ligi. W 2003 roku podpisał kontrakt z BK Häcken z Superettan. W 2004 roku awansował z nim do Allsvenskan. W tych rozgrywkach zadebiutował 11 kwietnia 2005 roku w przegranym 1:2 pojedynku z Djurgårdens IF. 2 maja 2005 roku w wygranym 3:0 spotkaniu z Helsingborgiem strzelił pierwszego gola w Allsvenskan. W 2006 roku spadł z zespołem do Superettan. W Häcken grał do 2007 roku.
W połowie 2007 roku Williams odszedł do duńskiego Aarhus GF. W Superligaen pierwszy mecz zaliczył 16 września 2007 roku przeciwko Randers FC (1:0). W tamtym spotkaniu zdobył także bramkę. W 2010 roku grał na wypożyczeniu w rosyjskiej Ałaniji Władykaukaz. Potem wrócił do AGF.
W 2011 roku Williams ponownie przeszedł do BK Häcken, występującego w Allsvenskan. W 2014 został zawodnikiem Gefle IF.

## Kariera reprezentacyjna
W reprezentacji Liberii Williams zadebiutował 6 czerwca 2004 roku w wygranym 1:0 meczu eliminacji Mistrzostw Świata 2006 z Mali.